# Чемпіонат Швейцарії з футболу 1897—1898
Сезон 1897/98 у Серії А — перший чемпіонат Швейцарії. Чемпіоном став «Грассгоппер».

## Група А
| Клуб        | Рахунок | Клуб  |
| ----------- | ------- | ----- |
| Грассгоппер | 7–2     | Цюрих |

## Група В
| Клуб                                 | Рахунок | Клуб                                 |
| ------------------------------------ | ------- | ------------------------------------ |
| Вілла Лонгхемп Лозанна               | 1–0     | Івердон                              |
| Футбольний та крикетний клуб Лозанни | 4–0     | Мезон Нев Вевей                      |
| Футбольний та крикетний клуб Лозанни | 5–2     | Вілла Уши (Лозанна)                  |
| Вілла Лонгхемп Лозанна               | 1–0     | Футбольний та крикетний клуб Лозанни |

## Група С
| Клуб              | Рахунок | Клуб               |
| ----------------- | ------- | ------------------ |
| Ле-Шато Лансі     | 4–0     | Расінг Клуб Женева |
| Ла-Шателен Женева | 9–2     | Ле-Шато Лансі      |

## Фінал
| Клуб        | Рахунок | Клуб                   |
| ----------- | ------- | ---------------------- |
| Грассгоппер | 6–1     | Вілла Лонгхемп Лозанна |
| Грассгоппер | 2–0     | Ла-Шателен Женева      |